# Joris Daudet
Joris Daudet (Saintes, 12 febbraio 1991) è un ciclista di BMX francese.
Ha rappresentato la Francia in quattro edizioni consecutive dei Giochi olimpici estivi da Londra 2012, Rio de Janeiro 2016, Tokyo 2020 e Parigi 2024, vincendo l'oro in quelle disputate in casa. È stato quattro volte campione iridato.

## Palmares
- Giochi olimpici

Parigi 2024: oro nella BMX
- Mondiali

Pietermaritzburg 2010: bronzo nella BMX;
Copenhagen 2011: oro nella BMX racing;
Birmingham 2012: argento nella BMX racing;
Auckland 2013: argento nella BMX time trial;
Rotterdam 2014: bronzo nella BMX time trial;
Heusden-Zolder 2015: oro nella BMX time trial
Medellín 2016: oro nella BMX;
Rock Hill 2017: bronzo nella BMX;
Baku 2018: argento nella BMX;
Nantes 2022: bronzo nella BMX;
Glasgow 2023: bronzo nella BMX;
Rock Hill 2014: oro nella BMX;
- Giochi europei

Baku 2015: oro nella BMX;
- Europei

2011: oro nella BMX;
Bordeaux 2017: oro nella BMX;